# Rope Rescue
Rope Rescue — основанная на физике 2D игра-головоломка, разработанная американской студией Untame Games и изданная Chillingo Games для iOS, позже вышла и на Android.

## Игровой процесс
Игрок управляет попугаем, таскающим за собой по экрану верёвку. Цель игры — спасти другого попугая, попавшего в клетку. Для того, чтобы дверца клетки открылась, верёвка должна обернуть каждое колесо на уровне, либо коснуться их, при этом не зацепив находящиеся на уровне ножи или другие препятствия. Время на прохождение уровня ограничено, поэтому игрок должен искать оптимальные маршруты.

## Критика
| Сводный рейтинг    | Сводный рейтинг |
| Агрегатор          | Оценка          |
| ------------------ | --------------- |
| Metacritic         | 69/100          |
| Иноязычные издания |                 |
| Издание            | Оценка          |
| toucharcade.com    | [ 2 ]           |

Игра получила в целом положительные отзывы на агрегаторе Metacritic со счётом 69/100 на основе 5 отзывов.
В обзоре TouchArcade хвалили сложность говоломки, однако отметили однообразие элементов. Также критике подверглись крики попугая, когда того пронзает нож: «…то, как изображены ножи, торчащие из камня лезвием вперед, в сочетании с криком птицы при ударе, казалось немного неправильным для казуальной головоломки про спасение птенцов».
В 2011 году игра вошла в список «10 самых многообещающих игр для iPhone, iPod touch и iPad» по версии Game Developers Conference.